# Peter Bogdanovich
Peter Bogdanovich (Kingston, 30 luglio 1939 – Los Angeles, 6 gennaio 2022) è stato un regista, sceneggiatore, critico cinematografico e attore statunitense.

## Biografia
Nacque a Kingston, nello stato di New York, il 30 luglio 1939, figlio di Borislav Bogdanovich, un immigrato serbo di religione ortodossa, e di Herma Robinson, un'immigrata austriaca di origine ebraica, entrambi giunti negli Stati Uniti nel maggio dello stesso anno. Fin da giovane Bogdanovich si interessò al teatro, all'arte figurativa e alla critica cinematografica. Si diplomò nel 1957 alla Collegiate School di New York con una tesi su Furore e in seguito studiò recitazione sotto la guida di Stella Adler. Fin da bambino aveva preso l'abitudine di schedare ogni film che vedeva, corredando ogni scheda con notazioni critiche, pertanto da adulto gli fu facile lavorare come critico cinematografico (all'inizio degli anni '60 teneva una rubrica su Esquire, in seguito curò al Museum of Modern Art cicli monografici su registi celebri quali Ford, Welles, Hawks) e di alternare questo lavoro con quello di attore di teatro. All'inizio fu fortemente attratto dalla nouvelle vague francese e, seguendo l'esempio di Truffaut, Rohmer e Chabrol, decise di passare anche lui da critico a regista cinematografico.
Con tale intento si trasferì a Los Angeles insieme alla prima moglie Polly Platt; qui, frequentando le première, ebbe modo nel 1965 di incontrare Roger Corman, maestro dell'horror e punto di riferimento per un'intera generazione di autori. Con lui collaborò come aiuto-regista, operatore, sceneggiatore, finché lo stesso Corman decise di finanziargli la sua opera prima.
Così, dopo aver lavorato per la televisione statunitense e al fianco di Jack Nicholson in Il serpente di fuoco (1967), girò il suo primo film Bersagli nel 1968, che fu essenzialmente un omaggio all'attore Boris Karloff. Malgrado lo scarso successo, questo film è importante perché contiene in embrione tutte le tematiche dei suoi film successivi e in particolare il ripensamento sul cinema del passato. Iniziò con questo film il sodalizio artistico col direttore della fotografia László Kovács, che curerà la luce in quasi tutte le sue opere successive.
Grandissimo estimatore del cinema statunitense degli anni d'oro, rese un secondo omaggio a una figura ammiratissima, John Ford, uno dei padri del western, realizzando un documentario sul vecchio regista, intitolato Diretto da John Ford (1971). Lo stesso anno diresse L'ultimo spettacolo, che lo fece conoscere al pubblico internazionale. Girato in bianco e nero con una minuziosa ricostruzione scenografica e una ripresa dei moduli registici degli anni '50, il film ricostruisce l'ambiente della provincia americana e la fine delle illusioni di un gruppo di giovani che coincide con la chiusura di una sala cinematografica. In questa pellicola, che fu candidata a otto Oscar e ne vinse due, esordì come protagonista la ventunenne Cybill Shepherd, fino ad allora modella. Fra lei e il regista nacque una relazione che portò al divorzio di Bogdanovich con Polly Platt, madre delle sue due figlie.
Già dai suoi primi lavori traspare la filosofia di Bogdanovich: tutti i grandi film sono già stati realizzati, e ai contemporanei non resta altro che proporre una poetica della nostalgia, rifacendo i grandi e insuperati classici degli anni quaranta e cinquanta. 
I suoi successivi film, originali e ricercatissimi sul piano formale, rimandano chiaramente a classici del passato: Ma papà ti manda sola? (1972) è un esilarante incrocio tra slapstick comedy e screwball comedy costruito sulla falsariga di Susanna! di Howard Hawks; Paper Moon - Luna di carta (1973) è ispirato ai film di Frank Capra. La rievocazione dell'America della depressione, ma soprattutto la rivisitazione dell'immagine dell'infanzia nelle commedie degli anni '30, fecero guadagnare al film quattro candidature all'Oscar e una statuetta a Tatum O'Neal come miglior attrice non protagonista. Paper Moon, come pure il film successivo, vennero prodotti dalla Directors Company, casa di produzione fondata dallo stesso regista assieme a Francis Ford Coppola e William Friedkin. 
I due film successivi videro come protagonista ancora Cybill Shepherd, ma non suscitarono l'entusiasmo né del pubblico, né della critica. Il primo era una riduzione da un testo letterario, Daisy Miller (1974), dal romanzo omonimo di Henry James; il secondo, Finalmente arrivò l'amore (1975) fu un tipico musical in stile anni trenta; 
Nel 1976 Bogdanovich si rimise in gioco convocando nuovamente la coppia Ryan e Tatum O'Neal in Vecchia America, che risaliva alle origini del cinema hollywoodiano rievocando l'ambiente dei pionieri del cinema statunitense. Il successivo Saint Jack (1979) lanciò Ben Gazzara in un'esotica avventura a Singapore. Con ...e tutti risero (1981) si cimentò con la commedia giallo-rosa, il suo genere preferito.
In Dietro la maschera (1985), uno dei suoi film più riusciti, il regista affrontava con tatto il delicato tema dell'handicap. Nelle opere successive iniziò a ripetersi e dare segni di esaurimento della vena creativa: Illegalmente tuo (1988), Texasville (1990), Rumori fuori scena (1992), Quella cosa chiamata amore (1993).
Tornò poi a recitare nella pluripremiata serie televisiva de I Soprano, interpretando il ruolo del dottor Kupferberg, l'analista della dott.ssa Melfi: ha anche diretto un episodio della 5ª stagione della serie. In omaggio al suo personaggio, ha anche prestato, in originale, la voce a un analista ne I Simpson. 
Bogdanovich è morto a Los Angeles il 6 gennaio 2022, all'età di 82 anni, per complicazioni della malattia di Parkinson.

## Vita privata
Dopo il primo matrimonio con Polly Platt, ebbe una lunga relazione con l'attrice Cybill Shepherd, da lui diretta in quattro film. Fu legato anche alla playmate Dorothy Stratten, che venne uccisa dall'ex marito geloso. In sua memoria Bogdanovich scrisse il libro The Killing of the Unicorn: Dorothy Stratten 1960-1980 (1984). Nel 1988 il regista sposò Louise Beatrice Stratten, sorella di Dorothy, dalla quale divorziò nel 2001.

## Filmografia

### Regista

#### Cinema
- Voyage to the Planet of Prehistoric Women (1968) - con lo pseudonimo di Derek Thomas
- Bersagli (Targets) (1968)
- L'ultimo spettacolo (The Last Picture Show) (1971)
- Ma papà ti manda sola? (What's Up, Doc?) (1972)
- Paper Moon - Luna di carta (Paper Moon) (1973)
- Daisy Miller (1974)
- Finalmente arrivò l'amore (At Long Last Love) (1975)
- Vecchia America (Nickelodeon) (1976)
- Saint Jack (1979)
- ...e tutti risero (They All Laughed) (1981)
- Dietro la maschera (Mask) (1985)
- Illegalmente tuo (Illegally Yours) (1988)
- Texasville (1990)
- Rumori fuori scena (Noises Off...) (1992)
- Quella cosa chiamata amore (The Thing Called Love) (1993)
- Hollywood Confidential (The Cat's Meow) (2001)
- Tutto può accadere a Broadway (She's Funny That Way) (2014)

#### Documentari
- Diretto da John Ford (Directed by John Ford) (1971)
- Tom Petty and the Heartbreakers: Runnin' Down a Dream (2007)
- The Great Buster (2018)

#### Televisione
- Il prezzo del coraggio (The Price of Heaven) – film TV  (1997)
- Rescuers: Stories of Courage: Two Women – film TV (1997)
- Naked City: A Killer Christmas – film TV (1998)
- Incantesimo in soffitta (A Saintly Switch) – film TV (1999)
- Il mistero di Natalie Wood (The Mystery of Natalie Wood) – film TV (2004)
- Hustle – film TV (2004)
- I Soprano (The Sopranos) – serie TV, episodio 5x06 (2004)

### Attore
- F come falso (F for Fake), regia di Orson Welles (1973)
- Un medico tra gli orsi (Northern Exposure) (1990-1995) - episodio Rosabella (Rosebud)
- I Soprano (The Sopranos) (2000-2007) - 15 episodi - Dr. Elliot Kupferberg[9]
- How I Met Your Mother (2005-2014) - episodio Robot contro wrestler (Robots versus Wrestlers)
- Il quinto paziente (The Fifth Patient), regia di Amir Mann (2007)
- The Good Wife (2009-2016) - episodio Davide e Golia (Goliath and David)
- Rizzoli & Isles (2010-2016) - episodio Bruciando la casa (Burning Down the House)
- L'altra faccia del vento (The Other Side of the Wind), regia di Orson Welles (2018)
- It - Capitolo due (It: Chapter Two), regia di Andrés Muschietti (2019)

## Doppiatori italiani
Nelle versioni in italiano delle opere in cui ha recitato, Peter Bogdanovich è stato doppiato da:
- Paolo Maria Scalondro in Un medico tra gli orsi
- Dario De Grassi ne I Soprano
- Adolfo Fenoglio in Law & Order: Criminal Intent (ep. 4x14)
- Mario Brusa in Law & Order: Criminal Intent (ep. 6x20)
- Massimiliano Lotti in How I Met Your Mother
- Oliviero Dinelli in Rizzoli & Isles
- Fabrizio Pucci in It - Capitolo due

## Pubblicazioni
- The Cinema of Orson Welles, New York: Museum of Modern Art Film Library, 1961, OCLC 982198898.
- The Cinema of Howard Hawks, New York: Museum of Modern Art Film Library, 1962, OCLC 868410545.
- The Cinema of Alfred Hitchcock, New York: Museum of Modern Art Film Library, 1963, OCLC 937577000.
- Il Cinema secondo John Ford (John Ford, 1967; ed. riveduta e aumentata, 1978), traduzione di Brunella Marchione, Parma, Pratiche Editrice, 1991-1996, ISBN 978-88-738-0098-9.
- Il Cinema secondo Fritz Lang (Fritz Lang in America, 1967), trad. e cura di Massimo Armenzoni, Collana Nuovi Saggi, Parma, Pratiche Editrice, 1988-1996,  p. 164, ISBN 978-88-738-0109-2.
- Allan Dwan: The Last Pioneer, Inglaterra: Studio Vista, 1970, OCLC 777766501.
- Pieces of Time, New York: Arbor House, 1973, OCLC 982199356; ed. aumentata, 1985: Pieces of Time: Peter Bogdanovich on the Movies, 1961–1985, ISBN 978-08-779-5696-9.
- The Killing of the Unicorn: Dorothy Stratten 1960–1980, William Morrow and Company, 1984, ISBN 0-688-01611-1.
- A Year and a Day Engagement Calendar 1992: A Desk Diary Adapted From the Works of Robert Graves, New York: Overlook Books, 1991, ISBN 978-08-795-1429-7.
- Il cinema secondo Orson Welles (This is Orson Welles, 1992), traduzione di Roberto Buffagni, a cura di Jonathan Rosenbaum, Collana La Cultura n.1033, Milano, Il Saggiatore, 2016, ISBN 978-88-428-2261-5. [col titolo Io, Orson Welles, Prefazione di Paolo Mereghetti, Milano, Baldini & Castoldi, 1993, ISBN 88-859-8930-6]
- A Moment with Miss Gish, Santa Barbara: Santa Teresa Press, 1995, OCLC 34316185.
- Chi diavolo ha fatto quel film? Conversazioni con registi leggendari (Who the Devil Made It: Conversations with Legendary Film Directors, 1997), traduzione di Roberto Buffagni, Collana I fari, Milano, La nave di Teseo, luglio 2024,  p. 1120, ISBN 978-88-346-1898-1. [col titolo Chi ha fatto quel film? Conversazioni con i grandi registi di Hollywood, Roma, Fandango, 2010, ISBN 978-88-604-4168-3]
- Peter Bogdanovich's Movie of the Week, New York: Ballantine Books, 1999, ISBN 978-03-454-3205-6.
- Chi c'è in quel film? Ritratti e conversazioni con le stelle di Hollywood (Who the Hell's in It: Conversations with Hollywood's Legendary Actors, 2004), traduzione di Roberto Buffagni, Collana Mine vaganti, Roma, Fandango, 2008,  p. 544, ISBN 978-88-604-4067-9.
- All I Wanna Do is Direct: My First Picture Shows 1965–1971, New York: Alfred A. Knopf, 2024.